# La sfera
La Sfera è il primo e unico album solista di Francesca Touré.

## Tracce
1. Come non ho fatto mai
2. Hai lasciato un po' di te
3. La sfera
4. Sofia
5. Una lunga storia d'amore (con Elio e le Storie Tese)
6. Non c'è amore
7. East 00.94/West 10.00
8. Altair
9. Lava
10. Dea di ghiaccio
11. Confians
12. Hai lasciato un po' di te (Swing Version - Living Twice)
13. La sfera (reprise)

## Formazione
- Francesca Touré - voce, cori
- Roberto Rossi - percussioni
- Gianluca Grazioli - batteria
- Paolo Emilio Albano - chitarra acustica, chitarra elettrica
- Dario Parisini - chitarra elettrica
- Luca Chiaravalli - tastiera, batteria addizionale, cori, chitarra acustica, chitarra addizionale
- Giorgio Secco - chitarra acustica
- Nicola Panzanini - programmazione
- Christian Lisi - contrabbasso
- Elio - voce, flauto
- Christian Meyer - batteria
- Faso - basso